# Mălăieștii Noi, Criuleni
Mălăieștii Noi este un sat din cadrul comunei Bălăbănești din raionul Criuleni, Republica Moldova